# Dzing (langue)
Pour les articles homonymes, voir Dzing.
Le dzing, aussi appelé idzing ou ding, est une langue bantoue parlée par les Dzing de la province du Kwilu en République démocratique du Congo.

## Répartition géographique
Le dzing est parlé dans le territoire d’Idiofa dans le Nord-Est de la province du Kwilu.

## Dialectes
L’Atlas linguistique d’Afrique centrale dénombre les variantes et dialectes suivants :
- eding kamca/bulwan
- eding lasye
- eding munkéén
- eding mayúm

## Prononciation
|            | Antérieure | Centrale | Postérieure |
| ---------- | ---------- | -------- | ----------- |
| Fermée     | i y        |          | u           |
| Mi-fermée  | e ø        |          | o           |
| Moyenne    |            | ə        |             |
| Mi-ouverte | ɛ œ ɛ̃ œ̃    |          | ɔ ɔ̃         |
| Ouverte    | a ã        |          | ɑ           |

|           | Bilabial | Bilabial | Labio- dental | Labio- dental | Alvéolaire | Alvéolaire | Post- alvéolaire | Post- alvéolaire | Palatal | Palatal | Vélaire | Vélaire | Glottale | Glottale |
| --------- | -------- | -------- | ------------- | ------------- | ---------- | ---------- | ---------------- | ---------------- | ------- | ------- | ------- | ------- | -------- | -------- |
| Occlusive | p        | b        |               |               | t          | d          |                  |                  |         |         | k       | k       |          |          |
| Nasale    | m        | m        |               |               | n          | n          |                  |                  |         |         | ŋ       | ŋ       |          |          |
| Affriquée |          |          | pf            | bv            | ts         | dz         | tʃ               | dʒ               |         |         |         |         |          |          |
| Fricative |          |          | f             | v             | s          | s          | ʃ                | ʒ                |         |         | ɣ       | ɣ       | h        | h        |
| Latérale  | w        | w        |               |               | l          | l          |                  |                  | j       | j       |         |         |          |          |

Mertens (1938) indique également les consonnes palatales [pj, bj, tj, dj, kj, tsj, tʃj, dzj, mj, nj, ŋj, lj, rj, sj, ʃj, ɣj] et les consonnes vélaires pw, bw, tw, dw, kw, tsw, tʃw, dzw, mw, nw, ŋw, lw, sw, ʃw, ɣw, fw, vw].